# 析因实验
析因设计（英語：factorial design）或因子设计是一种实验设计方法，用于目标变量同时受到多种因素（factor）影响的场合，能够同时分析各因素的单独效应和因素之间的交互效应。采用这一设计的实验称作析因实验（factorial experiment）。在析因实验中，作为研究对象的因素会被分配若干不同的取值，研究者则将这些取值的各种可能组合实施于实验对象上，观察每一组合下目标变量的结果。

## 发展
在实验中同时检验多种因素的想法于19世纪下半叶出现在农业研究之中。在分析不同作物品种、不同肥料、不同的播种时间等等因素对产量的影响时，各个因素之间常常相互关联，例如不同品种的作物对应的最佳肥料用量可能不同。这类实验的例子譬如英国洛桑研究所的大麦实验。自1852年起，洛桑研究所每年都播种一批大麦，施以不同的肥料组合来检验其对作物产量的影响，为世界上持续时间最久的农业实验之一。大麦实验研究的因素包含磷肥（过磷酸钙）、钾肥（硫酸钾）、以及氮肥（又细分为硫酸铵、硝酸钠、菜籽饼）。“磷肥施加与否”包含两种不同的可能性，“钾肥施加与否”亦包含两种不同的可能性，而“氮肥施加与否，若施加，施加哪一种氮肥”则有四种不同的可能性。用于实验的田地因此被划分为2×2×4=16块，每一块对应三个因素的一种组合。具体的划分如下所示。
|    |   |   |   | C  |
|    |   |   |   | AA |
|    |   |   |   | A  |
|    |   |   |   | -  |
| PK | K | P | - |    |

每一行对应与氮肥相关的四种可能性：C行中的田地施以菜籽饼，AA行施以硝酸钠，A行施以硫酸铵，最后一行则不施加任何氮肥。每一列则对应钾肥与磷肥的组合：PK列中的田地同时施以过磷酸钙与硫酸钾，K列仅施以硫酸钾，P列仅施以过磷酸钙，剩余一列则不施加磷肥或钾肥。整个实验从而能够同时检验三种因素的所有不同组合对作物产量的影响。
不过，长期以来这一实验设计方法并未得到认可，大多数实验者仍认为每次实验只应检验一种因素的影响。英国统计学家罗纳德·费希尔于20世纪初首次阐明了析因实验的优势，并完善了对析因实验结果的分析方法。这一观点得到弗兰克·耶茨等统计学家的认同和推广，析因实验也逐渐在其他科学领域中得到接受。

## 术语
在析因实验中，因素（factor）指研究者想要探索的，可能对目标变量产生影响的实验条件，分为定量因素或定性因素：定量因素的值有内在的大小之分，例如温度、重量；定性因素的值则无法依大小排序，例如化学实验中使用的催化剂种类。研究者会为每种因素选择若干取值用于实验，这些取值称作各因素的水平（level），而在各种水平组合下实验的结果称作响应（response）。
析因实验依照其包含的因素数量和各因素的水平数量称呼。包含两种因素，每种因素都有两种水平的实验称作2×2析因实验或2²析因实验。若因素数量更多，但水平数量仍保持两种，便称作称作2×2×2×…或2ⁿ析因实验。如果水平数量多于两种，比如实验包含三种因素，分别有3，4，5种水平，则称作3×4×5析因实验。
在大麦实验中，全部的2×2×4=16种水平组合都在实验中得到检验，这种包含所有水平组合的设计称作完全析因设计或全因子设计（complete factorial design）。若实验中的因素或水平数量较多，则完全析因设计需要检验大量不同的水平组合，使之不再现实；此时则可以考虑不检验所有水平组合，只选择一部分合适的组合于实验中研究，称作部分析因设计。

## 分析
析因设计较其他实验设计的优势可以以2×2析因实验为例来展示。美国数学家乔治·斯内德克曾举出以下例子：有两种面粉{\displaystyle \,a_{1}\,}与{\displaystyle \,a_{2}\,}，两种调味{\displaystyle \,b_{1}\,}与{\displaystyle \,b_{2}\,}，蛋糕师希望研究哪种组合下烘培出的蛋糕评价最佳。
如果不使用析因设计，则需对面粉和调味两种因素分开实验。假设先以调味为控制变量，比如固定调味为{\displaystyle \,b_{1}\,}，以分析两种面粉对蛋糕评价的影响。实验因而包含{\displaystyle \,a_{1}b_{1}\,}、{\displaystyle \,a_{2}b_{1}\,}两种组合。采用两种组合分别烘培若干个蛋糕，用上横线表示顾客对使用某一组合的蛋糕的平均评价，则顾客对两种蛋糕平均评价的差异可记为
{\displaystyle {\overline {a_{1}b_{1}}}-{\overline {a_{2}b_{1}}}.}
假设两种蛋糕都分别烘培了4个，用{\displaystyle \,\sigma ^{2}\,}表示单次误差，则上述表达式的方差为{\displaystyle \,2\sigma ^{2}/4=\sigma ^{2}/2\,}。同理，如果控制面粉不变，使用两种调味各烘培4个蛋糕，则方差同样为{\displaystyle \,\sigma ^{2}/2\,}。这一实验设计因而需要烘培16个蛋糕，方差为{\displaystyle \,\sigma ^{2}/2\,}。
若使用析因设计，则{\displaystyle \,a_{1}b_{1}\,}、{\displaystyle \,a_{1}b_{2}\,}、{\displaystyle \,a_{2}b_{1}\,}、{\displaystyle \,a_{2}b_{2}\,}四种组合同时得到考虑。此时对各个变量影响的计算不再仅包含两种蛋糕间评价的差异，而是包含所有四种组合。例如两种面粉的差异此时表达为
{\displaystyle {\frac {1}{2}}({\overline {a_{1}b_{1}}}+{\overline {a_{1}b_{2}}})-{\frac {1}{2}}({\overline {a_{2}b_{1}}}+{\overline {a_{2}b_{2}}}).}
这一表达式称作面粉这一因素的主效应。如果每种组合烘培{\displaystyle \,r\,}个蛋糕，则方差为{\displaystyle \,4\sigma ^{2}/(2^{2}r)=\sigma ^{2}/r\,}。这说明析因设计下只需要每种组合烘培2个，共8个蛋糕，即可获得与之前同样小的方差，所需样本数量为不采用析因设计时的二分之一。
析因实验的结果还可用于计算各因素间的交互效应，表示一种因素对目标变量的效应在多大程度上受到另一因素的影响。如上述例子中，当调味为{\displaystyle \,b_{1}\,}时，蛋糕使用两种面粉时评价间的差异为
{\displaystyle {\overline {a_{1}b_{1}}}-{\overline {a_{2}b_{1}}}.}
当调味为{\displaystyle \,b_{2}\,}时，两种蛋糕评价间的差异为
{\displaystyle {\overline {a_{1}b_{2}}}-{\overline {a_{2}b_{2}}}.}
两种因素的交互效应被定义为以上表达式的差值的一半，即
{\displaystyle {\frac {1}{2}}({\overline {a_{1}b_{1}}}-{\overline {a_{2}b_{1}}})-{\frac {1}{2}}({\overline {a_{1}b_{2}}}-{\overline {a_{2}b_{2}}}).}

## 引用
1. 1 2  Webster 2006.
2. ↑  Yates 1937，第4-5頁.
3. ↑  Rothamsted Research 2018，第4頁.
4. ↑  Rothamsted Research 2018，第31-32頁.
5. 1 2 3  Yates 1935.
6. ↑  Speed 1992.
7. ↑  Yates 1964.
8. ↑  Davies 1956，第248-249頁.
9. ↑  Davies 1956，第249-250頁.
10. ↑  Davies 1956，第268頁.
11. ↑  Davies 1956，第291頁.
12. ↑  Davies 1956，第440頁.
13. ↑  Snedecor & Cochran 1989，第297-299頁.
14. ↑  Snedecor & Cochran 1989，第300頁.

## 延伸阅读
- Cochran, W. G.; Cox, G. M., , Wiley, 1950 （英语）
- Fisher, R. A., , Macmillan, 1971 （英语）